# قلیعه (استان تیبازه)
قلیعه (به عربی: القلیعة) یک شهرداری در الجزایر است که در ناحیه القلیعه واقع شده‌است. قلیعه ۴۰٬۰۰۰ نفر جمعیت دارد.